# Litholrubine BK
Litholrubine BK is een synthetische rode azokleurstof. Als additief is het, als calcium-zout, in de EU toegestaan onder E-nummer E180. Het wordt gebruikt voor de kleuring van kaaskorsten.
Zowel het calciumzout als het corresponderende natrium-zout, litholrubine B, worden gebruikt in cosmetica, onder meer als haarkleurmiddel.